# مالي ريتشاردز
مالي ريتشاردز (2 سبتمبر 1983 في المملكة المتحدة - ) (بالإنجليزية: Mali Richards)‏ هو لاعب كريكت بريطاني. لعب مع Leeward Islands cricket team ‏.